# Anton Attems
Graf Anton Leopold Attems von Heiligenkreuz (* 4. August 1736 oder 1737 in Görz; † 17. Januar 1826 Görz) war ein österreichischer Generalmajor.

## Leben

### Familie
Anton Attems entstammte dem Adelsgeschlecht Attems und war der älteste Sohn des Grafen Ferdinand Joseph Attems († 1773); er hatte noch zwei Brüder.
Er war seit dem 29. Juni 1774 mit Catharina (1756–1811), die Tochter des Freiherrn Johann Andreas Sembler von Scharffenstein verheiratet; gemeinsam hatten sie sechs Kinder:
- Ferdinand Joseph (* 28 Juny 1775; † 29. April 1851) ⚭ 1820 Gräfin Elisabeth Coronini von Cronberg (* 24. Juni 1799; † 20. April 1885)[4]
- Wenzel Anton (* 21. August 1777; † 22. August 1779)
- Hieronimus (* 2. September 1778; † 7. September 1779)
- Anna (* 25. Mai 1776; † jung)* Isabella (* 9. Dezember 1780; † 29. April 1873) ⚭ 1809 Graf Karl Alexander von Thurn und Valsassina zu Spessa und Villalta (* 19. Dezember 1778; † 13. September 1846)
- Maria Anna (* 24. Dezember 1783)

### Werdegang
Anton Attems besuchte ein Kadetten-Institut und trat 1755 als Fähnrich in das Infanterieregiment Nr. 23 ein und nahm während des Siebenjährigen Krieges an der Schlacht bei Kolin, der Schlacht bei Leuthen und der Schlacht bei Kunersdorf sowie der Schlacht bei Liegnitz und der Schlacht bei Landeshut teil.
Er wurde 1761 zum Hauptmann beim Infanterieregiment Nr. 57 befördert und schied 1774 als Oberstleutnant aus der Armee aus.
1764 wurde er zum Wirklichen Kämmerer ernannt.
Von 1780 bis 1783 war er Ständeverordneter von Görz. Er kaufte 1782 das Gut Mossa vom Domkapitel in Görz.
Anlässlich des Russisch-Österreichischen Türkenkrieges ging er 1788 wieder in den aktiven Dienst und wurde Kommandant in Triest. Während des Italienfeldzugs von Napoleon Bonaparte führte er am 19. März 1794 einige Schiffe der österreichischen Marine gegen eine französische Fregatte und drei größere Kriegsschiffe und schlug diese in die Flucht; hierdurch konnten 54 Frachtschiffe nach Zengg in Sicherheit gebracht werden.
Es erfolgte seine Versetzung nach Gradiška und 1802 seine Beförderung zum Oberst. Nach seiner weiteren Versetzung nach Legnago wurde er am 7. November 1810 zum Generalmajor befördert.
1813 trat er in den Ruhestand.

## Mitgliedschaften
Anton Attems gründete 1779 die adelige Jägerloge Diana der Jägerin, dessen Großmeister später der König von Neapel, Ferdinand IV., wurde.